# Coupe du Cameroun féminine de football
La coupe du Cameroun féminine de football est une compétition de football féminin à élimination directe organisée par la Fédération camerounaise de football.

## Histoire
La première édition de la compétition a lieu en 1987.

## Palmarès
| Saison | Vainqueur                                         | Score                                             | Finaliste                                         | Lieu de la finale                                 |
| ------ | ------------------------------------------------- | ------------------------------------------------- | ------------------------------------------------- | ------------------------------------------------- |
| 1987   | Institut Polyvalent Monthé de Yaoundé             | 2–1                                               | Collège Saint-Michel de Douala                    |                                                   |
| 1988   | non disputée                                      | non disputée                                      | non disputée                                      | non disputée                                      |
| 1989   | non disputée                                      | non disputée                                      | non disputée                                      | non disputée                                      |
| 1990   | Canon Yaoundé                                     | –                                                 |                                                   |                                                   |
| 1991   | non disputée                                      | non disputée                                      | non disputée                                      | non disputée                                      |
| 1992   | Cosmos de Douala                                  | 1–0                                               | Abbe                                              |                                                   |
| 1993   | Canon Yaoundé                                     | –                                                 |                                                   |                                                   |
| 1994   | Lorema FC Yaoundé                                 | –                                                 |                                                   |                                                   |
| 1995   | Canon Yaoundé                                     | –                                                 | Lorema FC Yaoundé                                 |                                                   |
| 1996   | Canon Yaoundé                                     | –                                                 |                                                   |                                                   |
| 1997   | non disputée                                      | non disputée                                      | non disputée                                      | non disputée                                      |
| 1998   | Lorema FC Yaoundé                                 | 4–3                                               | Canon Yaoundé                                     | Stade annexe omnisports, Yaoundé                  |
| 1999   | Lorema FC Yaoundé                                 | –                                                 | Canon Yaoundé                                     |                                                   |
| 2000   | Lorema FC Yaoundé                                 | –                                                 | Canon Yaoundé                                     |                                                   |
| 2001   | Canon Yaoundé                                     | 3–1                                               | Lorema FC Yaoundé                                 | Yaoundé                                           |
| 2002   | Magic FC Bafoussam                                | –                                                 |                                                   |                                                   |
| 2003   | Canon Yaoundé                                     | 3–1                                               | Amazones FAP FC                                   | Stade annexe omnisports, Yaoundé                  |
| 2004   | Canon Yaoundé                                     | 2–1                                               | Express de Garoua                                 | Stade militaire, Yaoundé                          |
| 2005   | Louves Minproff                                   | 1–1ap, 4–2tab                                     | Ngondi Nkam de Yabassi                            | Stade militaire, Yaoundé                          |
| 2006   | Justice FC Douala                                 | 1–1ap, 4–2tab                                     | Canon Yaoundé                                     |                                                   |
| 2007   | Canon Yaoundé                                     | 0–0ap, 3–1tab                                     | Justice FC Douala                                 |                                                   |
| 2008   | Canon Yaoundé                                     | 1–1ap, 5–3tab                                     | Sawa United Girls de Douala                       | Annexe 3 du Stade omnisports, Yaoundé             |
| 2009   | Franck Rohlicek de Douala                         | 3–2                                               | Lorema FC Yaoundé                                 |                                                   |
| 2010   | Franck Rohlicek de Douala                         | 1–0                                               | Louves Minproff                                   |                                                   |
| 2011   | Franck Rohlicek de Douala                         | 1–0                                               | Canon Yaoundé                                     |                                                   |
| 2012   | Lorema FC Yaoundé                                 | 2–1                                               | Caïman FF de Douala                               |                                                   |
| 2013   | Caïman FF de Douala                               | 2–1                                               | Lorema FC Yaoundé                                 | Stade Ahmadou Ahidjo, Yaoundé                     |
| 2014   | Louves Minproff                                   | 2–1                                               | AS Police (Yaoundé)                               |                                                   |
| 2015   | Louves Minproff                                   | 2–1                                               | Amazones FAP FC                                   |                                                   |
| 2016   | Louves Minproff                                   | 0–0ap, 4–3tab                                     | Amazones FAP FC                                   |                                                   |
| 2017   | Amazones FAP FC                                   | 2–1                                               | Louves Minproff                                   | Stade militaire, Yaoundé                          |
| 2018   | Louves Minproff                                   | 5–0                                               | Eclair FF Sa'a                                    | Stade militaire, Yaoundé                          |
| 2019   | Louves Minproff                                   | 4–0                                               | Caïman FF de Douala                               | Annexe 1 du Stade omnisports, Yaoundé             |
| 2020   | non disputée en raison de la pandémie de Covid-19 | non disputée en raison de la pandémie de Covid-19 | non disputée en raison de la pandémie de Covid-19 | non disputée en raison de la pandémie de Covid-19 |
| 2021   | inconnu                                           | inconnu                                           | inconnu                                           | inconnu                                           |
| 2022   | Louves Minproff                                   | 3–0                                               | Authentic FC                                      |                                                   |
| 2023   | Lékié FF                                          | 2–0                                               | AS Fortuna de Mfou                                | Annexe 1 du stade Ahmadou Ahidjo, Yaoundé         |
| 2024   | Lékié FF                                          | 3–0                                               | Louves Minproff                                   | Stade militaire, Yaoundé                          |